# Иво Христов (социолог)
Вижте пояснителната страница за други личности с името Иво Христов.
Иво Ангелов Христов е български юрист и социолог, професор в Пловдивския университет „Паисий Хилендарски“.

## Биография
Роден е на 5 септември 1966 г. в Киев. По бащина линия родът му е от Сярско, Егейска Македония.
Магистър по право и доктор по социология на правото на Софийския университет „Св. Климент Охридски“ с дисертация на тема „Правна регулация и модерност – социологическо изследване на два типологични случая: Западна Европа и България“ (2003). Професор е в катедра „Приложна и институционална социология“ във Философско-историческия факултет на Пловдивския университет „Паисий Хилендарски“. Преподава социология на правото, основи на правото, новото време в Европа, геополитическо прогнозиране, теория на модернизациите, историческа социология на модерните институции в Пловдивския университет „Паисий Хилендарски“ и Софийския университет „Св. Климент Охридски“. Работил е и като ръководител катедра „Приложна и институционална социология“ в периода 2009 - 2013.
Специализирал е в Международния институт по право във Вашингтон, САЩ (2000), Московската школа за политически изследвания – Съвет на Европа: Москва–Стокхолм-Страсбург (2002), Университета „Карло Бо“ в Урбино, Италия (2005), Нойвалдег институт във Виена (2007).
Експертен сътрудник на Комисията по правни въпроси към XXXVIII, XXXIX, XL и XLI народно събрание.
От ноември 2016 г. заема академичната длъжност „професор“ в катедра „Приложна и институционална социология“ от Философско-историческия факултет на Пловдивския университет „Паисий Хилендарски“.

## Скандал от 2017 г.
В началото на ноември 2017 г. в Раднево проф. Христов прави изказване, което в по-голямата си част се фокусира върху коментар на думите на говорител на руското Министерство на външните работи.
В другата част от изказването е отправена обида към 80% от българите, наричайки ги дебили. Членове на парламентарната група на БСП, където той е член от гражданската квота, го порицават за непрeмерените думи. Иво Христов се извинява за думите си. Десни политически сили настояват за оставката му като народен представител.